# Cruceros Miray
Miray International Cruises & Management es un operador de líneas de cruceros turco. Después de operar barcos para otras compañías, Miray comenzó a operar sus propios cruceros en 2021. En 2023, la compañía ofreció un inusual crucero alrededor del mundo de tres años llamado "Life at Sea", pero fue cancelado menos de dos semanas antes de la salida prevista.

## Historia
Miray fue fundada en 1996. Prestó servicios de gestión de buques operados por otras empresas, como el tour operador turco Etstur. Los barcos que Miray ayudó a gestionar incluían el Louis Aura, el Aegean Paradise, el MV Delphin y el Med Queen.

### Operaciones en el Mediterráneo
En 2020, Miray anunció que ofrecería sus propios cruceros por el mar Egeo utilizando el MV Gemini, que comenzó a navegar para Miray en 2021. Las operaciones normales de la línea fueron interrumpidas en febrero de 2023 por el catastrófico terremoto en Turquía y Siria ; Gemini fue enviado para proporcionar alojamiento a las personas sin hogar de la provincia de Hatay . Alojaba principalmente a ancianos, enfermos, embarazadas y familias con niños pequeños.

### Cruceros "La vida en el mar"

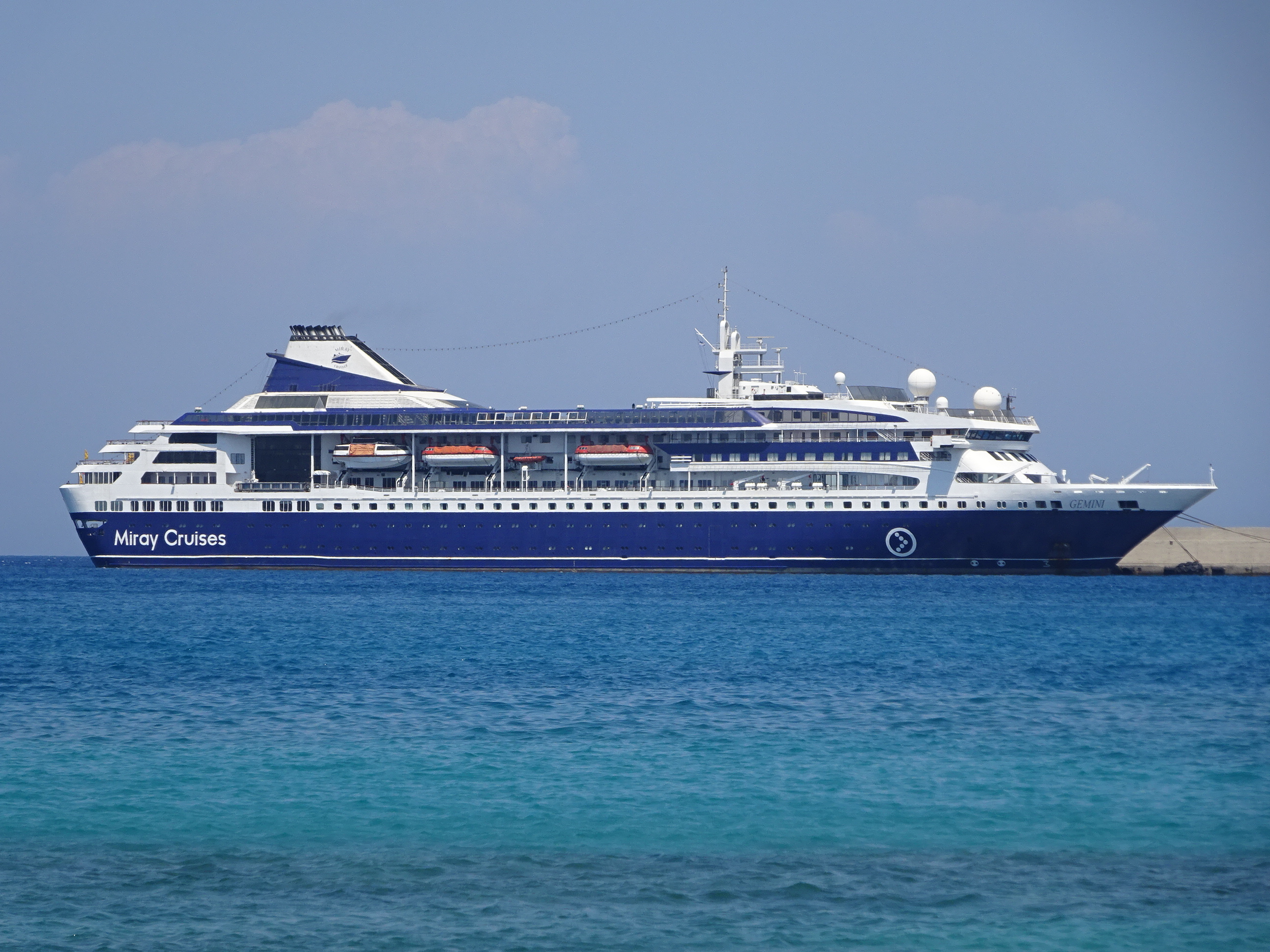
MV Géminis

En marzo de 2023, Miray anunció que con el MV Geminis comenzaría un crucero alrededor del mundo llamado "La vida en el Mar" de tres años que arrancaria a navegar en noviembre. Se esperaba que el viaje incluyera 382 puertos en 140 países y durara 1095 días. En mayo, tras disputas internas sobre la seguridad de utilizar MV Geminis para el viaje prolongado, 22 miembros del equipo dimitieron, incluida su alta dirección.
Miray anunció en junio que reemplazaría a MV Geminis con un barco diferente, supuestamente el AIDAaura, un barco de AIDA Cruises que estaba siendo desmantelado. El barco pasaría a llamarse Lara y sería renovado en Estambul. La compañía también anunció el ascenso de Kendra L. Holmes como directora ejecutiva, incluida la supervisión de La Vida en el Mar.
En noviembre se informó que Miray no compraría el AIDAaura ; en cambio, el barco fue comprado por Celestyal Cruises. Miray retrasó la salida de Life at Sea dos veces, primero del 1 al 11 de noviembre y luego al 30 de noviembre. El director ejecutivo Holmes dejó la empresa a mediados de noviembre; tras dimitir, envió un vídeo el 17 de noviembre informando a los pasajeros que el crucero había sido cancelado. Miray confirmó la cancelación dos días después, prometiendo reembolsos y cierta cobertura de los gastos de viaje de los clientes, algunos de los cuales ya habían venido a Estambul en preparación para el crucero. Algunos posibles pasajeros habían vendido o alquilado sus casas con la expectativa de vivir en el barco.